# Гланды обезьянки (соус)
Соус гланды обезьянки (англ. Monkey gland sauce), также Соус из обезьяньих желёз — густой, остро-сладкий соус тёмного цвета родом из Южной Африки. Стал использоваться в южноафриканских ресторанах с 1930-х годов, и получил распространение как основная приправа для фаст-фуда. Обычно его подают для стейков или гамбургеров на гриле, но также используют в качестве маринада, соуса для окунания луковых колец и картофеля фри или для жареного картофеля.

## Ингредиенты
Основными компонентами соуса являются чатни и томатный соус, которые дают сладкий вкус. Последующее добавление лука, уксуса, чеснока и вустерского соуса придает пикантно-сладкий вкус.

## Название
Несмотря на свое название, соус не содержит обезьяньих гланд (как и коктейль с аналогичным названием).
Существуют различные теории происхождения соуса, но наиболее вероятно, что его придумали французские повара в старом отеле Carlton в Йоханнесбурге. Посетители из Южной Африки добавляли соусы, такие как чатни, томатный соус и вустерский соус, к французским блюдам перед тем, как съесть их. Таким образом, недовольные повара объединили все приправы, чтобы создать соус, который они назвали соусом гланды обезьянки. В то время ходили слухи, что обезьяньи железы могут замедлять старение.
Другая версия заключается в том, что он был назван в честь французского ученого русского происхождения, доктора Сергея Абрамовича Воронова, который был постоянным гостем в отеле «Савой» в Лондоне. Один из его медицинских экспериментов заключался в пересадке тканей яичек обезьяны импотентам в качестве лекарства. Когда он стал знаменит, отель переименовал его любимый стейк в «стейк из обезьяньей железы». Затем в 1930-х годах бывший официант из Савойи привез его в Южную Африку. Вероятно, особый соус готовили для этого стейка и он получил такое же название.